# Hůrka (Pardubice)
Hůrka je část statutárního města Pardubice, součást městské části Studánka v městském obvodu Pardubice III. Nachází se na východě Pardubic. Výstavba v této lokalitě započala v roce 1922 a byla složena z pěti rodinných domků v jižní části a vojenských kasáren. Od padesátých let vzniká chatová osada u Úzkého a osada na Novém rybníku. Území je ze severu ohraničeno tokem Labe, resp. Haldou, z jižní strany pak silnicí na Holice a Býšť, za kterou je les Bělobranská Dubina a bylo vystavěno stejnojmenné sídliště. Investoři připravili rozvoj území, nicméně po jejich krachu si nemovitosti město ponechalo.
Na Hůrku jezdí od roku 1968 autobusová linka č. 9 a sídlí zde Technické služby města Pardubic a od poloviny 90. let je zde i sběrný dvůr a deponie posypů a stavebních materiálů.

## Historie
Při úpravě hřbitova káranců bylo objeveno roku 1914 rozsáhlé pole popelnicových hrobů, svědčící o pravěkém osídlení těchto končin. V historické době zde ležela samostatná ves Lhotka. Roku 1531 ji Vojtěch z Pernštejna věnoval městu, protože její pozemky zaplavil Nový rybník a téměř zanikla. Již v 16. století, po roce 1531 se ujal název Hůrka, oficiálně je poprvé uveden roku 1881 v místopise města. Hůrka, pojmenovaná podle stejnojmenného kopce, byla v minulostí samostatnou obcí ležící za hranicí intravilánu města Pardubic. Obec existovala ještě dříve, než byla koncem 19. století na konci Pardubic postavena c. k. trestnice, sloužící dodnes. Výstavba kasáren proběhla po první světové válce a živelně se v ní pokračovalo i po druhé světové válce. Kasárna byla dopravně připojena na silnici i železnici skrze vlečku, po které jsou dodnes na území zjevné stopy. Od města osadu oddělovaly Nový rybník a rybník Studánka, po jejichž vysušení zde byla pole. Jako pozůstatek bývalých rybníků stojí uprostřed pole celá chatová osada ve tvaru pruhu. Ještě v 19. století většinu pozemků držel dvůr čp. 103, který roku 1836 vyhořel. Až koncem dvacátého století se k osadě město přiblížilo sídlištěm Dubina postaveném na katastru připojené obce Studánka.